# Eduard Mira
Eduard Mira González (Valencia, 1 de agosto de 1945) es un sociólogo español, doctor en Geografía e Historia, además de escritor y miembro de la Academia Valenciana de la Lengua.
Ha sido profesor en la Universidad de Alicante, profesor visitante en las universidades de Cambridge y de Londres y en el Colegio de Europa a Brujas. Ha dirigido los institutos Cervantes de Nápoles y de Bruselas y ha sido miembro del Colegio de Expertos en Patrimonio Cultural del Consejo de Europa. Es especialista en el desarrollo histórico de la ciudad europea y estudioso de la memoria colectiva. Fue comisario del Año Ausiàs March en 1997 y coordinador del Año de los Borgia en 2000. En el terreno literario, ha publicado dos libros de narraciones cortas, un ensayo y dos novelas, una de las cuales, Escacs de mort, fue distinguida con el premio Alfonso el Magnánimo y editada por Ediciones Bromera. Su última obra, Mediterrànies, obtuvo el XV Premio de Ensayo de la Mancomunidad de la Ribera Alta.

## Obras
- De Impura Natione (1986), coescrito con Damià Mollà Beneyto, premio Joan Fuster de ensayo
- El Mediterráneo, entre Europa y el Islam: prólogo a la Guerra del Golfo, la Última Cruzada (1991)
- Les tribulacions d'un espia vell (2007)
- Escacs de mort (2009). Premio Alfonso el Magnánimo de Narrativa 2009
- Mediterrànies (2013). XV Premio de Ensayo de la Mancomunidad de la Ribera Alta